# Münz Mózes
Münz Mózes, más írásmóddal Minz Mózes (Podólia, 1750 körül – Óbuda, 1831) óbudai főrabbi, egyházi író.

## Élete
Egy ideig Brodyban működött, ahol híres jesivát tartott fenn. Ezekiel Landau prágai főrabbi ajánlotta az óbudai főrabbi székre 1790-ben, miután Günsburger Náthán halála óta (1781) a rabbi széke betöltetlen volt. Münz híre csakhamar községe, és az ország határain is túlterjedt, véleményét távoli országokból is megkérdezték. Sógora volt Herschel Mózesnek, a Jam ha-Talmud szerzőjének, és Szófer Mózessel is rokonságba került házassága révén. Úgy Szófer, mint Ezekiel Landau említik őt responsumaikban. 
Amikor 1794-ben Benet Mordechai eltiltotta a dupla bőrszíjú tefillin használatát, Münz ezt tudatlanságnak minősítette és a bőrimaszíjak használatát jogosnak jelentette ki. Támogatták őt ebben a véleményében Hurwitz Ph. frankfurti, Hirsch Levin berlini, Mesullam Tysmicnitz pozsonyi rabbik. Később megállapították, hogy Elija Vilna régebben hasonlóképpen döntött. Ekkor Münz rábírta Chorin Áron aradi rabbit, hogy az ő álláspontját védje meg Benet előtt, de Benet nem válaszolt Chorinnak. 1803-ban, amikor Chorin Münz előszavával megjelentette Emek ha-Sóvé című művét, Benet ezt a művét eretnekség vádjával illette. Az aradi hitközség megkérdezte Münz véleményét, aki azzal oszlatta el a vitát, hogy bizonyos fejezet valóban kifogásolható, de az ott elhangzott vélemények már évszázadokkal előbb is ugyanilyen vitát eredményeztek; másrészt Münz véleménye szerint semmiféle eretnekséget nem tartalmaz Chorin műve. Az ortodox párt később mégis keresztülvitte, hogy Münznek meg kellett idéznie akarata ellenére Chorint a Bész din elé Óbudára. Chorin meg is jelent, de a második nap már nem ment el és művének kárhoztatását nem vette tudomásul. 
Sokan belátásáért liberálisnak tartották Münzt, mások a reform-mozgalmak hívének, de ő saját maga cáfolta meg ezeket a feltevéseket. Chorin ezért elszakadt tőle és Kinat ha-Emesz (1818) című művében reformernek vallja magát. Ezt a művét azonban 1819 febr. 19. visszavonta, mert Münz állásfosztással fenyegette meg. Ez utóbbi rendkívüli tekintélyét bizonyítja.
Münz 1831-ben hunyt el a kolerajárvány áldozataként. Halála után három évig a rabbiszéket nem töltötték be Óbudán. Csak 1834-ben hívták meg rabbinak Ráv Cvi Hirs Hellert, aki korábban Ungváron működött.

## Művei
- Deróso, amely 1814 jelent meg Mordechai Rechnitz német fordításával, Óbudán
- Responsumok, amelyeket fia, Joszef Isaac adott ki Prágában 1827.
- kiadta és kommentárokkal látta el Jakob ben Moses Peri Jaakov halachikus értekezéseit (1830)

## Egyéb külső hivatkozások
- http://collections.milev.hu/items/show/28549
- https://obudaizsinagoga.hu/rabbik-arckepcsarnoka/
- https://www.or-zse.hu/resp/petrovics/petrovics-munzrabbi2007.htm Archiválva 2022. augusztus 11-i dátummal a Wayback Machine-ben
- https://obudaianziksz.hu/az-obudai-zsidosag-nyomaban/
- http://holokauszt-emlekev.obuda.hu/obudai-zsinagoga/
- https://www.encyclopedia.com/religion/encyclopedias-almanacs-transcripts-and-maps/muenz-minz-moses-ben-isaac-ha-levi
- http://www.npg.hu/component/jcollection/item/4314-muencz-mozes- Archiválva 2021. január 8-i dátummal a Wayback Machine-ben